# L'intrigo della collana
L'intrigo della collana (The Affair of the Necklace) è un film del 2001, diretto da Charles Shyer, che narra il cosiddetto affare della collana.

## Trama
Jeanne Valois de La Motte, orfana in tenera età, è decisa a reclamare il suo titolo nobiliare e la casa che era stata presa alla sua famiglia quando era bambina. Quando viene respinta da Maria Antonietta e non riesce a raggiungere il suo obiettivo attraverso canali legali, unisce le forze con l'arrogante, ben collegato, gigolò Rétaux de Villette e il suo insignificante marito donnaiolo Nicolas. Assieme preparano un piano per guadagnare abbastanza soldi per acquistare la proprietà.
Il re Luigi XV aveva commissionato ai gioiellieri parigini Boehmer e Bassenge la creazione di una opulenta collana da 647 diamanti da 2,800 carati (560 g) da presentare alla sua amante Madame du Barry, ma il re morì prima che il gioiello fosse completato. Sperando di recuperare l'alto costo della collana, i suoi creatori cercarono di convincere Maria Antonietta ad acquistarla. Conoscendo la sua storia, la regina rifiuta.
Jeanne si avvicina al cardinale libertino Louis de Rohan e si presenta come una confidente della regina. Per anni il cardinale ha desiderato ardentemente riconquistare il favore della regina e di acquisire la posizione di primo ministro di Francia, e quando viene rassicurato dall'occultista conte Cagliostro che Jeanne è legittima, si lascia sedurre dalla sua promessa di intervenire a suo nome. Comincia a corrispondere con la regina e non sa che le sue lettere a lei sono intercettate e le risposte della regina sono dei falsi destinati a manipolarlo. Il tono delle lettere diventa molto intimo. Il cardinale diventa sempre più convinto che Maria Antonietta sia innamorata di lui e si innamora ardentemente di lei.
Jeanne presumibilmente organizza un incontro tra i due nel giardino del palazzo di Versailles. Ad impersonare la regina è Nicole Leguay d'Oliva, una prostituta che ha qualche somiglianza con lei. Molto avvolta, con il viso nell'ombra, accetta di dimenticare i loro disaccordi passati. Il cardinale crede che le sue indiscrezioni siano state perdonate e che ancora una volta sia nel favore della regina.
Jeanne comunica al cardinale che la regina ha deciso di acquistare la collana ma, non volendo offendere la popolazione, comprando apertamente un oggetto così costoso, desidera che egli lo faccia per suo conto, con la promessa di rimborsarlo per il costo alla festa dell'Assunzione. Il cardinale accetta volentieri e presenta la collana a Rétaux de Villette, credendolo un emissario della regina. Nicolas vende alcuni diamanti e Jeanne usa i profitti per comprare finalmente la sua casa di famiglia.
Il cardinale inizia a farsi prendere dal panico quando Jeanne scompare e la sua corrispondenza con la regina finisce bruscamente. Nicholas viene quasi arrestato per aver venduto senza un'adeguata certificazione, ma scappa. Jeanne gli consiglia di non vendere più diamanti a Parigi. Invia una corrispondenza ai gioiellieri dicendo che Maria Antonietta non è più interessata alla collana e devono chiedere il rimborso al cardinale. Tuttavia, il ministro Breteuil incontra un ansioso Boehmer mentre si reca alla tenuta del cardinale. Il cardinale è invitato a visitare il palazzo durante la festa dell'Assunzione, in cui presume che sarà rimborsato per intero e nominato primo ministro. Invece il re Luigi XVI, che è stato informato delle sue macchinazioni dal ministro Breteuil, lo fa imprigionare nella Bastiglia. Presto lo seguono tutti gli altri coinvolti nella trama, escluso Nicolas che è fuggito in Austria. Un processo trova innocente il cardinale, il conte Cagliostro e Nicole Leguay d'Oliva. Rétaux de Villette viene dichiarato colpevole e bandito dalla Francia. Jeanne viene giudicata colpevole, frustata e marchiata prima di essere imprigionata; successivamente riesce a fuggire a Londra dove pubblica le sue memorie e intrattiene la gente del posto con i suoi racconti. Alla fine, Maria Antonietta, ritenuta un personaggio chiave nella vicenda da una popolazione sempre più arrabbiata e irrequieta, incontra il suo destino sulla ghigliottina. Attraverso un epilogo, Breteuil spiega che Jeanne non è mai tornata in Francia poiché è morta dopo essere caduta dalla finestra della sua camera d'albergo e si dice che sia stata uccisa dai realisti.

## Distribuzione internazionale
- Australia: 7 marzo 2001
- Stati Uniti: 30 novembre 2001
- Italia: 15 marzo 2002
- Portogallo: 10 maggio 2002

## Riconoscimenti
- 2002 - Premio Oscar
  - Nomination Migliori costumi a Milena Canonero
- 2002 - Satellite Award
  - Nomination Migliori costumi a Milena Canonero